# Panorpa kirismaensis
Panorpa kirismaensis är en näbbsländeart som beskrevs av Syuti Issiki 1929. Panorpa kirismaensis ingår i släktet Panorpa och familjen skorpionsländor. Inga underarter finns listade i Catalogue of Life.